# 蒙哥馬利縣 (密蘇里州)
蒙哥馬利縣（英語：Montgomery County）是美國密蘇里州東部的一個縣，南界密蘇里河。面積1,399平方公里。根據美國2000年人口普查，共有人口12,136人。縣治蒙哥馬利城 (Montgomery City)。
成立於1819年1月1日。縣名紀念美國獨立戰爭中戰死的理查·蒙哥馬利。